# Bob Marley

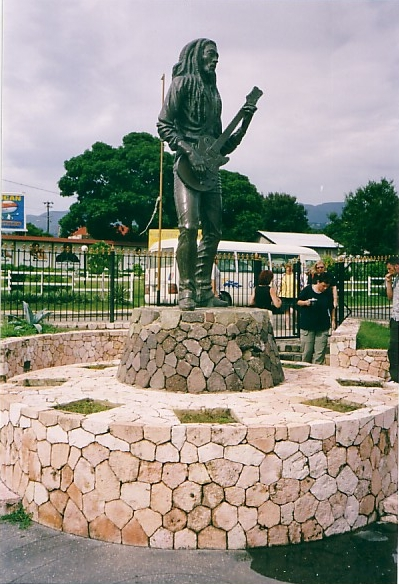
Staty av Bob Marley i Kingston, Jamaica.

Robert Nesta "Bob" Marley, född 6 februari 1945 i St Ann i Jamaica, död 11 maj 1981 i Miami i Florida som Berhane Selassie, var och är ännu den störste reggaeprofilen genom tiderna, en av världens främsta musikartister med miljontals fans världen över. Marley var son till den brittiske officeren Norval Sinclair Marley (som aldrig var en del av hans liv) och Cedella Booker. Marley gifte sig den 10 februari 1966 med Rita Marley, född Alpharita Constantia Anderson.
Under 1960-talet, när musiktypen ska var det som gällde i hemlandet Jamaica, var Bob Marley förstesångare i en på Jamaica mycket populär och begåvad vokalistgrupp vid namn The Wailers (från början kallad The Teenagers). De tre männen Marley, Neville Livingston (Bunny Wailer) och Peter Tosh skulle senare alla tre satsa på solokarriärer och bli världsstjärnor. En fjärde medlem var sångerskan Beverly Kelso, och de tre kompades av några av Jamaicas mest framstående musiker The Skatalites. År 1963 slog gruppen igenom med Marleys låt "Simmer Down". Mellan december 1963 och augusti 1966 sjöng Wailers in drygt 100 låtar för musikproducenten Coxsone Dodd, som ägde Studio One med inspelningsstudio och skivmärke. Men ska-musiken var alltför främmande för utländska öron, och det var bara ett fåtal ungdomar, som Millie Small ("My Boy Lollipop"), som lyckades få en eller annan hit utomlands. Wailers-medlemmarna fick en liten veckolön av Dodd och de balanserade hela tiden på svältgränsen.
Med tiden lärde sig de tre att spela instrument förutom att komponera låtar. De lämnade Dodds stall och försökte klara sig på egen hand. Efter flera svåra år, och en kort tids samarbete med producenten och reggaegeniet Lee "Scratch" Perry, utvecklades de tre i början av 1970-talet till internationella stjärnor inom den då nya musikstilen reggae, som de i stor utsträckning var med och utvecklade. En bidragande orsak till Marleys internationella genombrott var att redan kända artister tolkade hans låtar, till exempel Johnny Nash med "Stir It Up" 1972 och Eric Clapton med "I Shot The Sheriff" 1974, vilka båda blev hits.
Omkring 1974–1975 blev Marley den dominerande reggaestjärnan som attraherade en hel värld, även om hans grupp Bob Marley & The Wailers inte alltid var populärast i hemlandet Jamaica. Trots sin förtida död i cancer 1981 fick Marley hela tiden nya fans. Han banade väg för nya reggaeband – både jamaicanska och andra – och erkänns som en av de mest kända populärmusikerna från efterkrigstiden över hela världen. Han är far till bl.a. reggaeartisterna David Nesta "Ziggy" Marley, Stephen Marley, Julian Marley, Ky-Mani Marley och Damian Marley.
Några av hans mest välkända låtar är "No Woman No Cry", "Three Little Birds", "Buffalo soldier", "One Love", "I Shot the Sheriff", "Exodus","Jamming", "Get Up Stand Up", "Stir It Up" och "Trenchtown Rock". Bob Marley har genom sin musik även influerat andra musikstilar. Marley har spelat in avsevärt mycket mer pengar efter sin död än medan han var i livet. Bob Marley invaldes i Rock and Roll Hall of Fame år 1994.

## Biografi

### Barndom och uppväxt
Robert (Bob) Nesta Marley föddes den 6 februari 1945 på landsbygden i Saint Ann Parish i norra Jamaica. Hans mor var en 18-årig svart kvinna vid namn Cedella Booker. Hans far var en vit jamaican med brittiska och judiska rötter: kapten Norval Sinclair Marley, en 50-årig kvartermästare i det brittiska västindiska regementet. Fadern Norval Marley föddes i slutet av 1800-talet och var son till Albert Thomas Marley, född i Sussex, England, och Ellen Broomfield, en ljushyad kvinna född på Jamaica men med ursprung i den syriska provinsen i Osmanska riket. Släkten Broomfield sägs ha varit etniska syriska judar som i mitten av 1800-talet kommit till Jamaica från det som idag är södra Libanon eller Syrien via England. Mixen av afrikanskt, engelskt och Mellanöstern gav Robert ett utseende som gjorde att han inte liknade vare sig svarta, vita eller bruna barn under uppväxten, ett utanförskap som ska ha påverkat den blivande superstjärnan att bland mycket annat bli ett språkrör för internationell enhet.
Cedella och Norval gifte sig under graviditeten, något som på 1940-talet inte sågs med blida ögon av vare sig svarta eller vita jamaicaner. Norval lämnade snart hustrun och sonen, och även om han betalade underhåll räckte resurserna bara nätt och jämnt till för Cedella och Robert som flyttade runt på landsbygden mellan olika jobb i provinsen St Ann. Fadern dog av en hjärtattack när Bob var tio år gammal, och vissa författare av biografier över Bob Marley har försökt koppla ihop Marleys senare dyrkan av Haile Selassie med barndomens ouppfyllda längtan efter en fadersfigur. Bob Marley fick en moderat katolsk uppfostran av sin mor.
Inte sällan retades Robert av andra barn för sin ljusare hy, sitt annorlunda hår och sin smala, raka näsa. Han kommenterade detta en gång under en intervju med orden: "Ja, det var hårt ibland, men jag kan inte ha fördomar mot mig själv. Min far var vit och min mor var svart. Barnen kallade mig halvblod och jag vet inte allt. Jag står inte på nåns sida, inte på den svartes eller den vites. Jag står på Guds sida, den som skapade mig och bestämde att jag skulle komma ifrån en svart och en vit."
År 1958 lämnade Robert Marley och hans mor i likhet med tusentals andra fattiga från landsbygden för att söka lyckan i huvudstaden Kingston. Verkligheten var dock att Kingston hade mycket lite att erbjuda. Nykomlingarna lärde sig fort att Kingston som en möjligheternas stad bara var en illusion, men de allra flesta återvände trots allt inte till landsbygden. I stället växte kåkstäder upp som Jonestown och Trenchtown. Även Robert Marley och hans mor hamnade i slummen i Trenchtown och modern försörjde dem båda genom tillfälliga arbeten. Andra barn fortsatte att reta Robert, men han fick efter något år en mycket god vän i Neville Livingston, mer känd som Bunny Wailer. Under över två år var modern sambo med Neville O'Riley Livingstone (Bunnys far), och paret fick en dotter tillsammans – en lillasyster till Bob och Bunny. Bunny Wailer och Bob Marley var således styvsyskon och hade ett stort gemensamt intresse i sång och musik. Genom transistorradion kunde de lyssna till radiostationer i Florida och New Orleans och amerikanska artister som Fats Domino, Ray Charles, Curtis Mayfield och Brook Benton.

### The Wailing Wailers
Trots fattigdom och kvällsarbete som skoputsare och kvällstidningsförsäljare gick Bob Marley ut grundskolan. År 1962 bandades Marley av musikentreprenören Leslie Kong, och det resulterade i att Marley fick spela in sin första singel – Judge Not. Eftersom han inte kunde försörja sig på musik arbetade han på en svetsarverkstad på dagarna och fick tillsammans med Bunny musiklektioner av sångaren Joe Higgs på kvällstid. På en av dessa lektioner träffade Bob och Bunny Peter McIntosh (han bytte sedermera namn till Peter Tosh) – en tonåring, ett år äldre än Marley, med lika stora musikambitioner som de själva hade. Drömmen var att bli Jamaicas ska-svar på den svarta vokalistgruppen The Drifters.
Den grupp Bunny Wailer anses ha bildat gick under flera namn under de första åren, men The Wailing Wailers var det de oftast kallade sig. The Wailing Wailers var 1963 en grupp sjungande ungdomar (ingen kunde spela något instrument tillräckligt bra) – Bunny Livingston, Bob Marley, Peter Tosh, Junior Braithwaite, Beverly Kelso och Cherry Smith – som kompades av studiomusiker som Kingstons lokala skivbolag "ägde". The Wailing Wailers fick en jättehit med ska-låten Simmer Down som släpptes i januari 1963 på Clement "Sir Coxsone" Dodds skivmärke. Under hela ska-eran konkurrerade The Wailers (som gruppen bytte namn till) med Toots and the Maytals om att vara Jamaicas populäraste artister.

### Rastafari
Bob gifte sig med Rita Anderson (Rita Marley) den 10 februari 1966. Dagen efter reste Bob till modern, som nu bodde i Wilmington i Delaware, USA, för att försöka tjäna ihop pengar till i första hand en skivbutik för att sälja sina egna singlar, och på längre sikt för att starta ett eget skivbolag. Under åtta månader hade han flera jobb: fabriksarbetare om dagarna och gaffeltruckförare om nätterna. Bob ersattes under sin frånvaro av Rita Marleys kusin och Soulette-medlemmen Constantine "Dream" "Vision" Walker. Ofta deltog även Rita i inspelningarna. Gruppen släppte bl.a. singlarna "Who Feels It Knows It", "Let Him Go", "Don't Look Back," "Dancing Shoes" och "I Stand Predominate".
Under hans frånvaro besökte den etiopiske kejsaren Haile Selassie Jamaica med början den 21 april 1966, och när Bob kom hem i augusti berättade hustrun Rita för honom att hon hade sett märken efter spikarna från Jesu korsfästelse på Selassies händer, och att hon efter det hade vänt sig till rastafari-rörelsen. Hon var därmed den första större musikartisten på Jamaica som vände sig till rastafari-tron. När Bob träffade Bunny och Peter hade även dessa börjat låta håret växa till dreadlocks. Mortimer Planno blev Ritas, Bobs, Peters och Bunnys religiösa lärare från och med november 1966, vilket innebar att de sökte sig till djupet av denna religion. Kombinationen reggae och rastafari skulle komma att bli det som gjorde dem till världskända artister, och många skulle komma att följa i deras spår. I början var emellertid musiken en sak och religionen en annan, även om låtar som "Selassie Is The Chapel" (1969, med text av Mortimer Planno) skulle komma att släppas.
År 1967 föddes Bobs och Ritas första gemensamma barn, Cedella, som i vuxen ålder främst gjort sig ett namn som modeskapare av rastafariinspirerade kläder, och året därpå föddes David "Ziggy" Marley.

## Samarbetet med Johnny Nash
Under början av 1967 började Marley, Tosh och Livingston/Wailer som egna företagare i musikbranschen. I december 1966 hade de spelat in Marleys "Bend Down Low" på Studio One – och den blev den första hit de haft på länge. Intäkterna av "Bend Down Low" tillsammans med de tre sångarnas respektive besparingar medförde att de kunde registrera sitt eget skivmärke, Wail'n Soul'm. Namnet är en sammandragning av Wailers and Soulettes music. Satsningen skulle dock komma att bli ett kommersiellt fiasko.
Det var rastafari-äldsten Mortimer Planno som presenterade Bob Marley för den amerikanske soulstjärnan Johnny Nash. Nash var på Jamaica i början av 1967 för att undersöka den nya jamaicanska musik som kallades rocksteady. "Det här är Bob Marley", sade Planno, "han är den bästa låtskrivaren jag vet." Nash frågade den magre och blyge 22-årige Marley om han kunde spela något för honom. När Marley började sjunga, kompad av en vän med akustisk gitarr, släppte blygheten. Efter en stund förstod Nash att han träffat på ett musikaliskt geni. När Nash träffade sin kompanjon Danny Sims berättade han för denne att han nyss hade träffat de mest otroliga låtskrivare han någonsin stött på. "Han sjöng ett par dussin av sina egna kompositioner för mig, och varenda en av dem var en hit!"

### Med Otis Redding som förebild
Inom ett par dagar hade formella affärskontakter inrättats mellan Bob, hans fru Rita, Peter Tosh, och Johnny Nash, producenten Arthur Jenkins och Danny Sims. Skivbolaget hette JAD Records efter första bokstaven i de tre amerikanernas respektive förnamn. Arrangemanget gick ut på att JAD skulle släppa The Wailers låtar i USA medan Wailers behöll rättigheterna till sin musik i Västindien. Roger Steffens, som är en av världens främsta Marleykännare, betonar att musiken var det viktigaste för Marley i detta skede av hans liv, inte religion, repatriering eller något annat. Marley ville verkligen slå igenom på den amerikanska marknaden, och var beredd att ge upp sin jamaicanska musik för den sakens skull. Enligt Steffens och producenten Joe Venneri ska den 22-årige Marley ha sagt: "Jag vill bli en soulsångare som Otis Redding".. Han ville slå sig in på de amerikanska r'n'b-listorna (rhythm & blues charts) med sin musik.

### Misslyckad satsning på amerikansk soul
Marley lyckades aldrig som soulsångare, men folket från JAD records trodde verkligen att soul och rocksteady kunde kombineras, eller att korsbefruktning skulle leda till nya spännande sound. Johnny Nash hade själv lyckats med det som ingen jamaican klarat: att få en internationell hit med en rocksteady-låt. Han flög ned till Jamaica och spelade in låten "Hold Me Tight" på Byron Lee's Federal Studios, och låten klättrade upp till femte plats både i USA och Storbritannien.
Folket från JAD Records tyckte emellertid att de lokala musikerna i Kingston var för odisciplinerade och att de inte höll överenskomna tider. De modernaste inspelningsstudiorna i Kingston låg dessutom långt efter de amerikanska avseende teknisk utveckling. För att lösa situationen bad Danny Sims en rad rutinerade, kunniga och skarpsinniga musiker som Harry Belafonte och "The Queen of Soul", Aretha Franklin, samlat omkring sig i New York att komma ner till Jamaica för att lära känna rocksteady och den första, primitiva reggaemusik som börjat växa fram. Musikerna skulle lära sig spela jamaicansk musik samt lära känna Marley och de övriga i Wailers, berättar Sims i en intervju gjord av Roger Steffens. Inspelningstekniker från Harry Belafontes studio, nyfikna musiker knutna till skivbolaget Atlanta, inklusive den store sydafrikanske trumpetaren Hugh Masekela, besökte Jamaica i studiesyfte. En person som Nash och Sims omedelbart ska ha kallat in var Jimmy Norman, låtskrivare och sångare i den amerikanska vokalistgruppen The Coasters ("Poison Ivy," "Yakety-Yak," "Young Blood"). Syftet var att lära den unge Marley allt om inspelningsteknik, till att börja med att stå stilla framför mikrofonen under inspelningarna i stället för att dansa runt som på en konsert. I slutet av 1960-talet försökte således Bob och Rita Marley, Peter Tosh och Bunny Wailer i samarbete med JAD:s folk på plats i Kingston ge ett antal av sina gamla låtar ett "kommersiellt sound" som skulle sälja i USA. Bunny Wailer har senare hävdat att det aldrig var meningen att det som spelades in under sessionerna skulle släppas på album. Inspelningarna var bara demoversioner som skulle lämnas till skivbolag att lyssna på. Detta var också fallet när Bob och hans hustru 1968 besökte Nashs låtskrivare Jimmy Norman ("Poison Ivy," "Yakety-Yak," "Young Blood") och Al Pyfrom i Bronx, New York. Man prövade sig fram under en s.k. "jam session" under tre dagar,  och detta resulterade i 24 minuter inspelad musik. Enligt Marley-kännaren och skivsamlaren Roger Steffens var det snarare pop än rocksteady eller reggae som spelades in med ambitionen att Marley skulle slå sig in på de amerikanska listorna. Bland annat experimenterade man med olika ljud, till exempel genom att lägga till en s.k. "doo-wop-stil" på låten "Stay With Me" och genom att anamma den dåvarande långsamma, amerikanska formatmallen för kärlekssånger när det gällde låtar som "Splish för My Splash".
Så småningom fick man igång en rutin där Bob Marley och de andra i Wailers spelades in i Kingston med lokala musiker. Ofta användes en studio i Danny Sims gästbostad på Jamaica för repetition och även inspelning. Masterbanden togs sedan till New York. Där togs musiken bort och ersattes med ny musik, spelad av de musiker i New York som hade "lärt sig" det jamaicanska soundet. Resultatet blev inspelningar med sången inspelad på Jamaica och musiken inspelad i New York, putsad för att slå på de amerikanska listorna för svart musik. Men för säkerhets skull fanns Peter Tosh – den mest professionelle och fullfjädrade musikern i Wailers enligt Sims –  ofta med i New York, och det är hans gitarr som hörs på många av låtarna.
Det var endast låtarna "Mellow Mood" och "Bend Down Low" på The Wailers eget skivmärke Wail'n Soul'm som hade framgång under slutet av 1960-talet. Den pop-reggae med The Wailers som JAD-folket försökte nå ut till de amerikanska lyssnarna med – "Chances Are", "Gonna Get You", "Lonesome Feelings", "Milk Shake And Potato Chips", "Nice Time", "Stay With Me", "There She Goes", "Touch Me", "What Goes Around Comes Around", "You Think I Have No Feelings", "Hammer", "Put It On", "Rock Steady", "Soul Almighty", "Soul Rebel" och ett okänt antal till, inlåsta i något säkerhetsskåp för masterband – fungerade inte. Enligt Danny Sims kunde de inte få de amerikanska radiostationerna att spela låtarna. "Singlarna lät inte som något annat som fanns där ute och de (radiostationernas discjockeyer) visste inte vad de skulle göra med dem". Några av låtarna, som "Soul Rebel" och "Put It On" återkom emellertid som reggaelåtar av högsta klass när The Wailers producerades av Lee "Scratch" Perry 1970-71 och på albumen för Island Records under 1970-talet.

### Marley i Sverige
Marley fortsatte som låtskrivare åt Johnny Nash, bland annat "Stir It Up", som blev en hit även med Nash 1972. Ett samarbete gällde ett filmprojekt 1971 – ett totalt fiasko regisserat av Gunnar Höglund – där Johnny Nash och Christina Schollin skulle spela huvudrollerna. Nash anställde Marley som tillsammans med John Bundrick skulle skriva en del av filmmusiken, och följaktligen tillbringade Marley en stor del av 1971 i Sverige, närmare bestämt i ett hus i Stockholmsförorten Nockeby. Under sommaren 1971 befann han sig emellertid på Jamaica. Sonen Stephen föddes nio månader senare, den 20 april 1972. År 1972 släppte Nash sitt album I Can See Clearly Now med världshiten med samma namn. Marley hade skrivit flera av låtarna på denna LP: "Comma Comma", "You Poured Sugar On Me", "Guava Jelly" och den välkända "Stir It Up". När Marley, Tosh och Wailer skrev kontrakt med Island Records ägare Chris Blackwell 1972 friköpte Blackwell allt låtmaterial som skrivits av Marley och de andra från JAD Records.

## Samarbetet med Leslie Kong
Under 1970 resulterade gruppens samarbete med en annan musikproducent – Leslie Kong – att det som sägs vara den första LP-skivan med låtar av ett enda reggaeband släpptes. LP-albumet hette The Best of the Wailers, släpptes 1971, och spelades in på Dynamic Sound Studios och är trots namnet inget samlingsalbum med gruppens bästa låtar inspelade av Perry, Nash eller Dodd. Det handlar i stället om – åtminstone de låtar Marley själv framför – om nyskrivet material: "Soul Shake Down Party", "Soul Captives", "Caution", "Cheer Up", "Back Out", "Do It Twice". De flesta låtarna anses vara skrivna av The Wailers tillsammans. Den första cd-versionen av albumet släpptes 1994 under namnet Soul Captives av Lagoon/Culture Press. Musiker på detta album var Carlton Barrett respektive Hugh Malcolm och Mikey Richards på trummor, Jackie Jackson respektive Aston Barrett på basgitarr, Glen Adams och Gladdy Anderson på keyboards och piano, Alva Lewis, Hux Brown och Peter Tosh på gitarr, Lester Sterling på altsaxofon, Headly Bennett på tenorsaxofon, samt Winston Wright på orgel. Carlton Lee var Kongs betrodde inspelningstekniker. Peter Tosh levererade "Go Tell It On The Mountain", "Can't You See", "Stop The Train" och "Soon Come", dvs en traditionell folksång och nygammalt material. Vid den här tidpunkten hade Tosh redan börjat spela in egna singlar, oftast bättre låtar, vid sidan av The Wailers.

### The Best Of The Wailers
The Best Of The Wailers (1971; cd-utgåvor bl.a. 1996 och 2002) är med ett undantag ("Back Out") en renodlad rocksteady-LP och inte en reggae-LP. De flesta av låtarna har det typiska extra taktslaget före ska-rytmen. Det finns ingenting av producenten Lee Perry i musiken, och det finns enstaka fans som anser att detta är, eller skulle vara The Wailers bästa album om bara ljudet hade varit bättre. LP:n släpptes i Sverige några år senare under namnet In The Beginning av Blue Mountain Music/Psycho. Två låtar till spelades in, men gavs aldrig ut: "Sophisticated Psychedelication" och "Baby Baby Come Home".    

## Samarbetet med Lee "Scratch" Perry
Från och med 1967 började rocksteady utvecklas mer och mer mot reggae. Under en femårsperiod producerade The Wailers en mix av kärlekslåtar och låtar med religiöst rastafaribudskap. "Thank You Lord", "Hammer", "Soul Rebel", "Duppy Conqueror", "Small Axe", "African Herbsman", "Jah Is Mighty", "Dreamland", "Rainbow Country", "Selassie Is The Chapel" är bara några exempel på de senare. Coxsone Dodd kunde inte acceptera rastafarianerna, deras åsikter och utseende, så Bob, Peter och Bunny försökte med ett eget skivmärke, Wail ‘N Soul ‘M Records, som endast existerade en bit in på 1967 som dock snart gick omkull pga. de tre unga artisternas naivitet när det gällde affärer. 
Från augusti 1970 till april 1971 hade The Wailers ett mycket fruktbart samarbete med en av de producenter som var med och uppfann och vidareutvecklade reggaen och dub-reggaen – Lee "Scratch" Perry. Hos Scratch träffade de bröderna Aston "Family Man" Barrett (bas) och Carlton Barrett (trummor), som därefter kom att tillhöra The Wailers och från 1974 Bob Marley and the Wailers. När Marley, Tosh och Wailer kom till Perry var de helt utan pengar eftersom utgivningen av LP:n The Best Of The Wailers hade försenats på grund av Lesley Kongs plötsliga död.
The Wailers spelade in en stor mängd låtar med Perry som producent under de nio månader de kunde hålla sams. Perry hade vid denna tidpunkt ingen egen studio, utan låtarna spelades in på Dynamic Sounds Studio och Randy's Studio. Många av Marleys låtar kom till genom att han och Perry låste in sig i ett rum för att diskutera. Marley hade orden och melodin, Scratch visste hur låten skulle organiseras och kompas. "Try Me", "My Cup", "Soul Almighty", "Rebel's Hop", "No Water", "Reaction", "Soul Rebel" (med helt annat stuk än hos JAD), "Run For Cover", "Keep On Moving", "Put It On" (ny version), "Fussing And Fighting", "Kaya", "African Herbsman", "Sun Is Shining", "Small Axe", "Duppy Conqueror", "Mr Brown", "Love Light", "Man To Man" (senare "Who The Cap Fit"), "Don't Rock My Boat", "Screw Face", "Concrete Jungle" är några exempel, och när det gäller vissa låtar kommer det alltid att föras en diskussion om vem det var som skrev dem – Marley eller Perry.
Schismen som gjorde slut på samarbetet berodde på att Perry hade sålt rättigheterna till de flesta låtarna från deras samarbete billigt till England. Den ursprungliga överenskommelsen var att Perry och The Wailers skulle dela 50/50 på alla intäkter från skivförsäljningen. Perry bröt mot denna överenskommelse då han vände sig till den brittiska marknaden, där han hade goda kontakter. Han sålde banden till skivbolaget Trojan Records i England, som gav ut dem som LP-albumen Soul Rebels, African Herbsman och Soul Revolution Part II. Marley, Tosh och Wailer kände från början inte ens till denna affär, och när Perry inte ville ge dem halva vinsten lämnade de Perry omedelbart. De tog dessutom bröderna Barrett med sig.
År 1971 startade de återigen ett eget skivmärke – Tuff Gong, ett av Bob Marleys gamla smeknamn. De startade även en skivbutik med samma namn. Tuff Gong skulle några år senare, när Marley blivit världskänd, komma att bli ett skivbolag med den senaste tekniken i sin inspelningsstudio. Som nämnts ovan, tog komponerandet av musik till Johnny Nashs långfilm det mesta av Marleys tid 1971. Några av Tuff Gongs låtar detta år var "Redder Than Red", "Lively Up Yourself", "Trenchtown Rock" och "Guava Jelly".

## Det internationella genombrottet
I december 1971 kom Bob Marley in på Island Records Londonkontor för att övertyga skivbolagets ägare Chris Blackwell om att bandet skulle kunna få ett internationellt genombrott om de bara fick chansen att spela in ett album i lugn och ro. Diskussionen slutade med att The Wailers fick låna 6 000 dollar för att åka hem till Jamaica och spela in en LP.  Albumet, som fick namnet Catch a Fire, medförde verkligen att bandet började uppmärksammas internationellt. The Wailers framträdde på TV i Storbritannien, men Catch A Fire sålde till en början inte så bra. Senare samma år (1973) släppte The Wailers albumet Burnin' med låtar som "I Shot the Sheriff", "Duppy Conqueror", "Small Axe" och "Get Up Stand Up". Eric Clapton var den förste artisten utanför reggaevärlden som upptäckte Marleys storhet, och Claptons coverversion av "I Shot The Sheriff" – som Clapton spelade in efter att ha lyssnat igenom The Wailers album Burnin' närmare 100 gånger för att förstå rytmen och texten – hamnade på första plats på USA:s singellista 1974.

### Utan Peter och Bunny
Med albumet Burnin' tog de tre ledande Wailers-medlemmarnas gemensamma turnéliv slut år 1974. Bunny Wailer utvecklade en slags scenskräck och skulle inte komma att ställa sig på en utländsk scen under många år. Peter Tosh hade sin egen begåvning att utveckla, och den musik han några år senare presenterade på albumen Legalize It och Equal Rights var en tyngre och mer personlig roots reggae än det spår som Marley skulle komma att ge sig in på. Bob Marley tillbringade en stor del av 1974 i inspelningsstudion och finslipade ett nytt album Natty Dread, som skulle utveckla reggaen genom bl.a. ett snabbare tempo, nu med musikerna i Wailers som kompband och med hustrun Rita, Judy Mowatt och Marcia Griffiths som kör under namnet The I Threes. Judy Mowatt var dessutom bandets koreograf. Bandet bestod av gitarristen Al Anderson, keyboardisten Bernard Touter Harvey och percussionisten Alvin Patterson tillsammans med de redan etablerade bröderna Aston och Carlton Barrett på elbas och trummor. Natty Dread släpptes 1975 under bandnamnet Bob Marley and the Wailers, och var ett viktigt bidrag till bandets fortsatta internationella lansering. Det gick in på 100 i topp-listorna i både Storbritannien och USA.

#### Vincent Ford och "No Woman No Cry"
Albumet Natty Dread kom, men först mycket senare, att betraktas av många som det finaste Marley gjort, inte minst för reggaeballaden "No Woman, No Cry", och den nya, snabba, spirtuella reggae som låtar som "Lively up Yourself", "Them Belly Full" och "Rebel Music" representerade. Bob Marley skrev enligt skivomslaget fyra av de nio låtarna på LP-skivan och bröderna Barrett – som förfogade över reggaens grundinstrument trummor och bas – gavs stort utrymme för att experimentera fram det nya, snabbare Wailers-soundet. Den Vincent Ford (död 28 dec. 2008) som står som låtskrivare när det gäller låten "No Woman No Cry", var en god vän till Marley. Marley vidhöll livet ut att låten skrevs i Fords lägenhet en natt, samt att Ford även var medförfattare till några låtar på senare album, bl.a. "Crazy Baldhead". Vincent Ford var en diabetesdrabbad och rullstolsburen man, fem år äldre än Bob, och kan mycket väl ha skrivit låten eller kläckt de bärande textavsnitten, eller i vilket fall som helst inspirerat till den, även om han inte kunde arrangera den. Det är även känt att Marley hellre skänkte ett kontrakt till en mindre bemedlad vän än att oroa sig för att ett skivbolag som han ogillade tjäna pengar på låten. År 1972 hade Bob Marley and tecknat kontrakt med Chris Blackwells Island Records, och var angelägen om att hans nya låtar inte skulle tillfalla den tidigare producenten Danny Sims vid Cayman Music. Och om Marley hävdade att någon var "a part of his life", så betydde detta att han syftade på en person som han verkligen såg som en oerhört god vän eller nära släkting. 
"No Woman No Cry" blev med tiden (efter Bobs död) ett sådant guldägg att en strid om rättigheterna bröt ut några år efter Bob Marleys död. Tvisten slutade med att dödsboet, det vill säga Rita Marley, fick full kontroll över de legala rättigheterna till denna sång. Många har försökt ge sin bild av hur många av Marleys låtar kom till, bl.a. Vivien Goldman som skrev en studie över Bob Marley. Hon har påpekat att Marley var en person som fångade upp de drömmar, förhoppningar, känslor och verkliga händelser som bars av människorna runt omkring honom, och Vincent Ford var en riktig idéspruta. Ford drev under 1960-talet och början av 1970-talet en typ av soppkök och lågpriscafé för ungdomar vid namn Casbah i Kingstons slum. Wailers-trion Peter Tosh, Bunny Wailer och Bob Marley bodde nästan tidvis där om kvällar och nätter, och Bob har intygat att Ford praktiskt taget räddade honom från svältdöden många gånger under Bobs första år i Kingston, och det var till Fords soppkök som Bob bjöd fästmön Rita Anderson (Marley) när de hade sina första romantiska träffar hösten 1965. Bob Marley själv tillbringade hundratals timmar på egen hand i samtal om musik, budskap och religion med Vincent Ford, och låten "No Woman No Cry" ses ofta som den mest personliga text som Marley spelat in; han hade oftast någon form av barriär mellan sig och sin publik – showbusiness, religionen, den revolterande, vi emot dem, osv., medan "No Woman No Cry" har starka självbiografiska ingredienser.
Året därpå släppte Bob Marley & The Wailers livealbumet Live!, som spelades in kvällen den 18 juli 1975 på Lyceum Theatre i London, under Natty Dread-turnén. Låtar fanns även med från studioalbumet Burnin' samt den inspelningsmässigt dittills bästa versionen av "Trenchtown Rock". Även här var en version av "No Woman No Cry" med, och den nådde denna gång topp 40 på den brittiska listan.

## Medlemmar i de olika Wailers-konstellationerna under Marleys levnadstid
- Bob Marley – gitarr, sång, låtskrivare (1963–1981) – ₫ 1981
- Peter Tosh – gitarr, keyboard, sång, låtskrivare (1963–1974) – ₫ 1987 (mördad)
- Bunny Wailer (Neville Livingston) – percussion, sång, låtskrivare (1963–1973)
- Junior Braithwaite – sång (1963–1964) – ₫ 1999 (mördad)
- Beverley Kelso – sång, kör (1963–1965)
- Cherry Smith – kör (1963–1966) – ₫ 2008
- Constantine Walker – kör (1966–1967)
- Aston Barrett – elbas, kör (1970–1981)
- Hugh Malcolm – trummor, percussion (1967–1972)
- Carlton Barrett – trummor, percussion, kör, utvecklare av one drop-stilen, låtskrivare (1970–1981) – ₫ 1987 (mördad)
- Earl Lindo – keyboard (1973–1981)
- Joe Higgs – sång (1973) – ₫ 1999
- Junior Marvin – gitarr, kör (1974–1981)
- Al Anderson – gitarr (1974–1981)
- Alvin Patterson – percussion (1974–1981)
- Rita Marley – kör (1966-1970, 1974–1981)
- Marcia Griffiths – kör (1973, 1974–1981)
- Judy Mowatt (Jean Watt) – kör, koreografi, låtskrivare (1973, 1974–1981)
- Tyrone Downie – keyboard, percussion, kör (1976–1981)

## Landsflykten

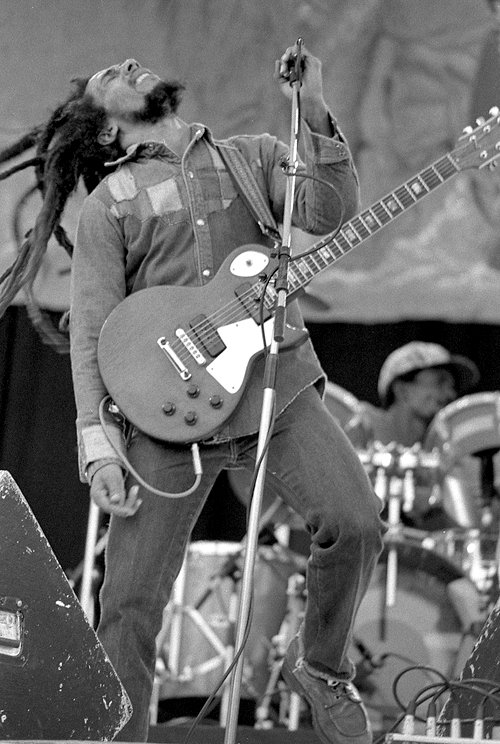
Bob Marley 1980.

Rastaman Vibration (1976), var nästa album som Marley släppte via Island Records. Detta album har i efterhand ansetts vara en reggae-LP som inte innehöll en enda medioker låt – "Positive Vibration", "Roots, Rock Reggae", "Johnny Was", "Cry To Me", "Want More", "Crazy Baldhead", "Who The Cap Fit", "Night Shift", "War", "Rat Race". Ingen av låtarna blev dock någon klar hitlåt. Även om fansen inte kunde hitta någon singel från albumet att fastna för, så lyckades Rastaman Vibration ta sig upp bland de tio mest sålda albumen i USA. Låten "Cry To Me" hade enligt reggaekännare kunnat bli en hitlåt om den bara hade släppts på singel.. Det var en ny och mer militant Bob Marley som presenterades, både vad gällde låtvalet och albumets utformning. Det var också den första LP med Bob Marley som började finnas till försäljning överallt i Sverige, även i varuhusens begränsade urval i småstäder. År 1976 var egentligen reggaekollegan Burning Spears genombrottsår, och reggaen fick rent allmänt sitt internationella genombrott 1976, då den jamaicanska topplistan var stängd på grund av att politiskt våld och kriminalitet höll på att slita isär både den jamaicanska skivbranschen och det jamaicanska samhället detta år, då den växande reggaepubliken fick bekanta sig med låtar som Max Romeos "War Ina Babylon, Junior Murvins Police and Thieves och Peter Tosh Legalize It. Marley och hans band arbetade i Jamaica under större delen av 1976 för att finslipa LP:n, och låtarna mixades i Kingstons legendariska studios ägda av Harry Johnson och Joe Gibbs. Vid mixerborden fanns Sylvan Morris, Errol Thompson och andra musikingenjörer av världsklass..
Mitt i allt detta blev Marley själv ett offer för det växande politiska våldet, med regelrätta gatustrider där två politiker som hade diametralt motsatta åsikter om den jamaicanska politiken (skulle Jamaica satsa på Kuba eller på USA när det gällde den framtida utvecklingen), backades upp av fullt beväpnade ligor (Tivoli resp. Jungle) av äldre tonåringar och unga män. Bandet hade blivit ombett att spela på en reggaefestival i Kingston vid namn Smile Jamaica, ett arrangemang som väl var avsett att dämpa stämningarna. Konserten var planerad till den 5 december 1976, mitt i slutspurten av den hätska valkampanjen. Många var förmodligen rädda för att Marley – nu världens mest kände talesman för reggae och rastafari – skulle ta parti för det ena eller det andra lägret, och på kvällen den 3 december trängde sig ett antal beväpnade män in i Marleys bostad. Attacken gav Marley och hustrun Rita lättare skottskador, men managern Don Taylor och vännen Lewis Griffith blev allvarligt skadade.. Trots två skottskador valde Marley att uppträda med sitt band i alla fall den 5 december, men lämnade landet för att bosätta sig i Storbritannien. Det var en exil som varade i 18 månader. Under denna tid i främst London spelade Bob Marley & The Wailers in albumen Exodus (1977) och Kaya (1978), två skivor som togs emot mycket entusiastiskt i Storbritannien och övriga Europa.
Marley satte inte sin fot på Jamaica igen förrän i april 1978, då han återvände för att spela på den berömda One Love Peace Concert (även känd som Heartland Reggae), där han fick premiärministern Michael Manley och oppositionsledaren Edward Seaga att skaka hand på scenen – en gest som dock inte ledde till att det politiska våldet mellan politikernas anhängare (tungt beväpnade gangstergäng som kontrollerade olika delar av Kingston) upphörde.
I slutet av 1970-talet och början på 1980-talet gjorde Bob Marley och The Wailers flera världsturnéer och besökte bland annat Sverige och Gröna Lund (tre gånger), och även Scandinavium. Från turnén 1978, finns en dubbel-LP med namnet Babylon by Bus. Totalt gjorde de cirka 360 konserter.

## De sista åren
I februari 1977 fick Bob Marley en tåskada under en fotbollsmatch tillsammans med sina vänner. Skadan, som delvis fanns under hans tånagel, läkte dåligt för att vara ett relativt enkelt sår, och det stod snart klart att den förvärrades i stället för att läka. Detta berodde på att det sedan tidigare hade utvecklats cancer i tån. Om Marley inte hade skadat sig under matchen, hade cancern förmodligen utvecklat sig obemärkt. Marley skulle komma att dö i hjärncancer klockan 11.30 lokal tid den 11 maj 1981 på ett sjukhus i Miami. 

### Malignt melanom
Marley bestämde sig för att uppsöka en läkare, och den diagnos han fick efter en hudbiopsi, var malignt melanom, en form av hudcancer som nästan enbart drabbar ljushyade, vilket knappast stämmer när det gäller Bob Marley. Emellertid finns det en förhöjd risk för malignt melanom för den som bränt sig allvarligt i solen som barn, för den som har mer än 50 tydliga födelsemärken samt för den som har cancerformen i sin släkt. Marleys far, som var av engelsk-irländsk härkomst, kan således ha burit på anlaget till hudcancern. 
Både i Kingston och Miami rekommenderade hudläkarna amputering av stortån, något som Marley avböjde av religiösa skäl. En av de viktigaste bibelverserna för de rastafari-troende är Tredje Moseboken 21:5. Denna läses av en rastafari som: "En rastafarian får inte raka någon del av sitt huvud, inte heller klippa av skägget eller skära i köttet på sin kropp." Dessutom hävdade Marley att han kunde få svårt att uppträda på scenen med en amputerad stortå. En annan orsak sägs vara hans stora kärlek till fotbollen. Till slut gick han dock med på att skära bort en liten del av tån, varpå cancern ansågs som läkt.
En annan grundsats i rastafari påverkade också Marleys beslut, nämligen tron på att verkligt heliga personer lever vidare i sina fysiska kroppar. Att acceptera döden innebär att man bjuder in den, att förneka döden leder till evigt liv. Denna tro kan vara orsaken till att reggaestjärnor som Marley och Peter Tosh aldrig besökte begravningar och aldrig skrev några testamenten, vilket givetvis ledde till svårigheter när arven skulle fördelas. Enligt Bunny Wailer var också Bob en person som gillade att lämna saker öppna. Bunny menade att när Bob dog så skulle det komma fram vilka som verkligen älskade honom och vilka som helst ville åt pengarna.

### Kaya och ett accelererande turnéliv
År 1978 släppte Bob Marley & The Wailers ett något annorlunda album med en mjukare framtoning, Kaya, som innehöll kärlekslåtar som "Is This Love", "She's Gone" och "Satisfy My Soul", hyllningar till ganja som "Kaya" och "Easy Skanking" och självreflekterande låtar som "Sun Is Shining", "Misty Morning" och "Running Away". Samma år kom även en dubbel live-LP benämnd Babylon By Bus. Den spelades in under fyra konserter i nordvästra Europa, i Paris, London, Amsterdam och Köpenhamn. Bandet bestod av Bob Marley, Carlton Barrett på trummor, Aston Barrett på basgitarr, Tyrone Downie på keyboard, Julian Marvin på lead guitar, Alvin "Seeco" Patterson på percussion, Al Anderson på lead guitar, Earl Wire Lindo på orgel och clavinett samt kören The I-Threes bestående av Marcia Griffiths, Judy Mowatt (även bandets koreograf) och Marleys hustru Rita Marley).
I april 1978 återvände Marley till Jamaica för att uppträda på One Love Peace Concert, och erhöll senare detta år en fredsmedalj av FN. Senare samma år uppträdde han i sitt och alla andra rastafarianers hem – Afrika – för första gången. Bob Marley & The Wailers spelade i Kenya, Etiopien och Zimbabwe.

### Cancer och kollaps
År 1979 släpptes LP-albumet Survival och år 1980 Uprising. År 1980 försämrades Marleys allmäntillstånd kraftigt. Läkarundersökningar visade att cancern i hans tå hade spritt sig i hans kropp och orsakat elakartade dottertumörer i levern och tarmarna. Någon månad senare fann man även cancer i hjärnan. I september 1980 svimmade han nästan under en konsert i New York och dagen därpå kollapsade han under sin dagliga joggingtur. På sjukhuset konstaterade läkare att Marleys hjärntumör hade växt och gav honom mindre än en månad kvar att leva. Han skulle dock komma att leva närmare åtta månader till.
Marley ville fortsätta sin USA-turné, och han och bandet gjorde en enastående sista spelning i Pittsburgh den 22 september 1980. Bob ville fortsätta, men hustrun Rita och flera av bandmedlemmarna vägrade att ställa upp. De djupast troende i bandet fick dock svårigheter med att ta till sig att Marley, som de såg som en helig rastaman, kunde bli sjuk och dö. Judy Mowatt, som stod på scenen tillsammans med Marley under hans sista konserter, berättar att han sjöng Lord, I've Got to Keep On Moving ("Herre, jag måste fortsätta röra mig framåt") gång på gång trots att låten inte ens var med på repertoaren. Bob hade accepterat att han skulle dö, men Judy och bandet kunde inte förstå att han – en av världens ledande rastas – talade om döden, den fysiska kroppens död.

## Religiös transformering
Efter sin sista spelning i Pittsburgh den 22 september 1980 besökte Marley Etiopien vid ännu ett tillfälle. Efter detta sägs, den 4 november 1980, Robert Nesta Marley ha döpts i Miami av Yesehaq, ärkebiskop för den nordamerikanska enklaven av den etiopisk-ortodoxa kyrkan, och Marley kom att tillhöra samma kristna kyrka som Etiopiens framlidne kejsare Haile Selassie tillhört och varit beskyddare av. Om inte detta hade skett, skulle Marley aldrig ha fått en etiopisk-kristen begravning. Ärkebiskop Yesehaq, som en gång sändes till Jamaica för att etablera den etiopiska kyrkan där och förmå rastafarianerna att sluta dyrka Selassie, har vittnat om hur Marley flera gånger försökt döpa sig i hemstaden Kingston. Marley backade emellertid ur varje gång, och detta berodde enligt Yesehaq på att Marley blev hotad. När det framkom att han var döende släppte pressen på honom. Bob döptes i USA enbart i närvaro av sina närmaste: hustrun Rita och de fyra äldsta barnen och ville inte att dopet skulle bli allmän känt. Bob fick namnet Berhane Selassie, ett namn som betyder "treenighetens ljus". Namnet Haile Selassie betyder treenighetens makt. Bobs nya namn, som således betyder "ljuset från Selassie", syftar på Bobs önskan att sprida budskapet om ljuset från Haile Selassie eller 'Igzee'abihier (//iggzii abb hierr//, amhariska för Nationens Herre och Fader), över världen. ("Nationen" ska ses i betydelsen "Världen/Universum" eller det "ursprungliga Afrika", den fredliga civilisation som spred sig från Afrika över världen i och med den moderna människans uttåg från Afrika till Asien och Europa för flera tiotals tusen år sedan).
Enligt ärkebiskop Yesehaq hade det funnits ett sådant tryck på Marley från andra rastafarianer, att han inte ens efter att ha turnerat i Etiopien och övriga Afrika och där sett ett större elände och armod än på Jamaica, varit villig att återvända till kristendomen och därigenom krossa så många människors drömmar. Han hade emellertid förstått att Selassie varit en kristen kejsare och inte Gud eller Kristus. Han hade insett att kommentarerna från äldre jamaicanska rastafarianer, om att den Selassie som bestämt avvisade sin påstådda gudomlighet varit en skenbild eller ett babyloniskt trick, bara varit tomt prat. Även Judy Mowatt och Marleys vän, musikproducenten Tommy Cowan, bekräftar Bobs konvertering. Bobs hustru Rita har inte uttalat sig i frågan, men hon har själv fortsatt att vara rastafarian.

### Selassies kyrka på Jamaica
Trots att Marley i princip låg på sin dödsbädd hade inte tanken att Selassie var en väg till Kristus varit främmande för honom. Den etiopiske kejsaren hade blivit så upprörd över att en jamaicansk religiös sekt dyrkade honom som Messias att han befullmäktigade att en etiopisk kristen kyrka skulle upprättas på Jamaica. Kyrkan skulle leda rastafarianerna bort från sin dyrkan av Selassie till att erkänna Jesus Kristus som alla människors frälsare. Selassie och kyrkan ville även stoppa den sakrala herbalismen. Flera rastafarianer anklagade den etiopisk-kristna kyrkan för att överge de fattiga och behövande som Bibeln vill skydda. Många såg dessutom den etiopiska kyrkan som en bas som sände ut kristna infiltratörer i rastasamfunden.

### Marley och Jesus
Tommy Cowan har påpekat att Marley egentligen bara har spelat in en enda låt som direkt vänder sig emot Jesus, eller åtminstone de vita förtryckarnas Jesus, och det är sången "Get Up, Stand Up" som han skrev tillsammans med Peter Tosh. Texten, som finns tryckt på omslaget till LP-albumet Burnin' lyder: "We sick an' tired of-a your ism-schism game, Dyin' 'n' goin' to heaven in-a Jesus' name, lord, We know when we understand Almighty god is a living man".  Bob Marleys album får sedan sakta en mer allmänreligiös framtoning. De två sista albumen innehåller sånger med ett dualistiskt perspektiv: vi och de, de oskyldiga och Babylon, fattiga och rika, etc, samt låtar som understryker behovet av ett enat, fredligt Afrika – inte bara för afrikanerna i Afrika utan för alla afrikaner i världen. 

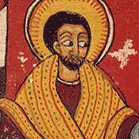
Iyesus, svart eller ljusbrun frälsare, i både kristna etiopiers och rastafarianska jamaicaners ögon.

Titellåten på albumet Exodus (1977) är den starkaste tillbaka-till-Afrika-låt som Marley gjorde, med den direkta uppmaningen: Åk! På samma LP finns låten "So much things to say", där Marley sjunger "I'll never forget no way how they crucified Jesus Christ". En rastafari – och särskilt inte Bob Marley vid den tidpunkten i sitt liv –  kan inte acceptera att kejsaren Haile Selassie kan dö, och därmed kan korsfästelsen inte syfta på honom, utan på den Jesus Kristus det berättas om i Nya Testamentet med den skillnaden att Jesus var svart (hade samma hudfärg som de flesta av dagens etiopier har).  Exodus innehåller även den suggestiva och andliga "Natural Mystic". På LP:n Survival (1979) formulerar Marley i flera låtar insikten om att det inte är så oproblematiskt för afroamerikanerna att återvända till Afrika, som är en fattig kontinent med mängder av inbördeskrig och motsättningar. Detta måste förändras först, och verktyget är rastafari. Låten "One Drop" innehåller texten "Give us the teachings of His Majesty, for we no want no devil philosophy" kan mycket väl tolkas som att Marley vill att vi ska lyssna på Selassies kristna undervisning. Den sista LP:n Marley släppte medan han ännu levde var Uprising. Albumets texter är svårtolkat och ingen av låtarna har något typiskt rastafarianskt budskap. Lyriken innehåller många referenser till vatten, kärlek och dörrar som alltid är öppna. I låten "Coming In From The Cold" finns textraden "Don't you know, When one door is closed, don't you know many more is open". Det är ett allmänreligiöst budskap, men även kristet. Låten "Zion Train" säger "Two Thousand years of history, black history, could not be wiped so easily", och just den etiopiska kyrkan, som är en av världens äldsta kristna kyrkor, har 2000 år av svart historia.
Efter Bob Marleys död har ytterligare ett "Hus" eller en tolkning av rastafari tillkommit. De troende kallar sig fullfilled rastas och ser Etiopiens framlidne kejsare Haile Selassie som en förkämpe för Yeshua eller Kristus, men inte gudomlig i sig. Selassie anses ha levt ett perfekt kristet liv, och därför kan man komma närmare Gud om man studerar Selassies gärningar, tal och leverne. Anhängarna försöker praktisera den etiopisk-ortodoxa kyrkans läror. Termen Fulfilled Rastas anses ha myntats av den jamaicanska sångerskan Judy Mowatt sedan hon konverterade från rastafari till kristendomen i mitten av 1990-talet. Hon har även hävdat att Marley skulle ha anslutit sig till den kristna etiopiska kyrkan tidigare, men att det inte gick på grund av den press han hade på sig som megafon för en hel religion. Detta har väckt mycket ilska hos rastafarianer på Jamaica.

### Marleys död
Fem dagar efter sitt dop flög Marley till Västtyskland och lade in sig på den kontroversielle läkaren Josef Issels klinik i Bayern i ett sista försök att rädda sitt liv. Marley mådde väldigt dåligt och tappade sina dreadlocks på grund av cellgiftsbehandlingen, enligt äldsta dottern Cedella, men samlade ändå kraft till att leka med barnen, sätta på sig en Frankenstein-mask och jaga sina söner och döttrar genom hela huset tills alla kiknade av skratt. Cedella har också sagt att pappan aldrig någonsin slog något barn; han trodde att det alltid gick att resonera med ett barn om man lärde sig barnets språk. Cancern var dock för långt gången och Marley beslöt sig för att flyga hem för att dö i Jamaica. Hans tillstånd blev emellertid direkt livshotande under flygresan, och i stället för att byta flygplan i Miami blev han förd till sjukhus där han avled 11.30 lokal tid den 11 maj 1981. Hans sista ord var till sonen David (Ziggy Marley): "Money can't buy life".
Bob Marley fick en etiopisk-ortodox begravning och ligger begravd i kommunen Nine Milesdär han föddes, och många vallfärdar till graven.  Rita Marley, hans änka, såg till att ett ännu ofullbordat album med Bob Marley kom ut, år 1983 Confrontation. Hans musik lever vidare och han har många fans världen över.

## Familj
1. Imani Carole, född 22 maj 1963, med Cheryl Murray;
2. Sharon, född 23 november 1964, med Rita i ett tidigare förhållande;
3. Cedella född 23 augusti 1967, med Rita;
4. David "Ziggy", född 17 oktober 1968, med Rita;
5. Stephen Marley, född 20 april 1972, med Rita;
6. Robert "Robbie", född 16 maj, 1972, med Pat Williams;
7. Rohan, född 19 maj 1972, med Janet Hunt;
8. Karen, född 1973 med Janet Bowen;
9. Stephanie, född 17 augusti 1974; enligt Bob Marleys mor Cedella Booker var Stephanie dotter till Rita och en man, Ital, med vilken Rita ska ha haft en affär. Likväl erkände Bob henne som sin dotter.;
10. Julian, född 4 juni 1975, med Lucy Pounder;
11. Ky-Mani, född 26 februari 1976, med Anita Belnavis;
12. Damian, född 21 juli 1978, med Cindy Breakspeare;
13. Makeda, född 30 maj 1981, med Yvette Crichton.[82]

Ziggy, Stephen, Sharon och Cedella bildade redan som barn gruppen The Melody Makers, och övade och gjorde provinspelningar i faderns skivstudio i hemmet. Ziggy och Stephen har varit någorlunda framgångsrika med ett antal soloplattor, men den yngsta halvbrodern Damian "Junior Gong" har varit mest framgångsrik. Samtliga är Grammy-belönade. År 2008 uppträdde samtliga fem söner som spelar reggae – David(Ziggy), Stephen, Julian, Ky-Mani och Damian – för första gången tillsammans på scenen. Numera bor nästan hela klanen i Florida, främst för att det blivit så farligt för framgångsrika artister att bo i Jamaica.